# Чемпіонат України з гандболу серед чоловіків 2013—2014
Чемпіонат України з гандболу серед чоловіків 2013/2014 — двадцять третій чемпіонат України

## Суперліга
| № | Команда                   | І  | В  | Н | П  | М       | О  |
| - | ------------------------- | -- | -- | - | -- | ------- | -- |
|   | «Мотор» Запоріжжя         | 20 | 20 | 0 | 0  | 736:434 | 40 |
|   | «Портовик» Южне           | 20 | 15 | 0 | 5  | 623:506 | 30 |
|   | ЗТР Запоріжжя             | 20 | 12 | 0 | 8  | 632:457 | 24 |
| 4 | «ЗНТУ-ЗАБ Запоріжжя       | 20 | 8  | 0 | 12 | 563:632 | 16 |
| 5 | «Шахтар-Академія» Донецьк | 20 | 4  | 0 | 16 | 455:715 | 8  |
| 6 | «Динамо» Полтава          | 20 | 1  | 0 | 19 | 423:688 | 2  |